# L’amore è un attimo
L’amore è un attimo – utwór włoskiego wokalisty Massima Ranieriego, napisany przez Enrica Polita, Giancarla Bigazziego i Gaetana Savia, nagrany i wydany w 1971 roku na płycie Via del conservatorio.

## Piosenka w konkursie Eurowizji
Utwór reprezentował Włochy podczas finału 16. Konkursu Piosenki Eurowizji w 1971 roku. Podczas koncertu finałowego, który odbył się 3 kwietnia w Gaiety Theatre w Dublinie, utwór został zaprezentowany jako trzeci w kolejności i ostatecznie zdobył 91 punktów, plasując się na piątym miejscu finałowej klasyfikacji. Dyrygentem orkiestry podczas występu wokalisty był Polito.

## Wersje wydań
W zależności od wydania, na stronie B winylowej wersji singla znalazła się piosenka „A Lucia” lub „Vingt ans (Vent’anni)”. Oprócz włoskojęzycznej wersji utworu, wokalista nagrał także singiel w języku hiszpańskim („Perdón cariño mío”), niemieckim („Die Liebe ist ein Traum”), francuskim („Pour un instant d’amour”) i angielskim („Goodbye My Love”).